# Вессель, Кристер
Ю́нас Кри́стер Ве́ссель (швед. Jonas Christer Wessel; род. 15 мая 1943) — шведский кёрлингист.
В составе мужской сборной Швеции участник чемпионата мира 1969 (заняли четвёртое место). Чемпион Швеции среди мужчин и среди смешанных команд.
В «классическом кёрлинге» (команда из четырёх человек одного пола) играл на позициях первого и четвёртого.

## Достижения
- Чемпионат Швеции по кёрлингу среди мужчин: золото (1969).
- Чемпионат Швеции по кёрлингу среди смешанных команд: золото (1968).

## Команды
| Сезон                          | Четвёртый       | Третий         | Второй                   | Первый          | Турниры           |
| ------------------------------ | --------------- | -------------- | ------------------------ | --------------- | ----------------- |
| 1968—69                        | Кристер Вессель | Челль Оскариус | Клас-Йоран "Боа" Карлман | Бенгт Оскариус  | ЧШМ 1969          |
| 1968—69                        | Челль Оскариус  | Бенгт Оскариус | Клас-Йоран "Боа" Карлман | Кристер Вессель | ЧМ 1969 (4 место) |
| Кёрлинг среди смешанных команд |                 |                |                          |                 |                   |
| 1967—68                        | Кристер Вессель | Britta Nerell  | Челль Оскариус           | Britta Oscarius | ЧШСК 1968         |

(скипы выделены полужирным шрифтом)